# Anhelina Kalinina
Pour les articles homonymes, voir Kalinina.
Anhelina Kalinina (en ukrainien : Ангеліна Сергіївна Калініна), née le 7 février 1997 à Nova Kakhovka, est une joueuse de tennis ukrainienne.

## Carrière

### Junior
En 2014, Anhelina Kalinina remporte avec Elizaveta Kulichkova le double filles de l'Open d'Australie. Quelques mois plus tard, elle atteint la finale de l'US Open, perdue face à Marie Bouzková.

### 2018 - Débuts en Grand Chelem
Kalinina fait ses débuts dans le tableau principal d'un tournoi du Grand Chelem lors de l'US Open 2018 après avoir remporté ses trois matchs de qualifications. Elle bat Kathinka von Deichmann en trois sets, mais perd ensuite au deuxième tour contre Sloane Stephens.

### 2021 - Première finale WTA, débuts dans le top 100
À Roland-Garros, elle atteint le deuxième tour en tant que qualifiée, en battant la 26e tête de série et triple championne du Grand Chelem Angelique Kerber.
Bien que Kalinina soit tombée au dernier tour des qualifications de Wimbledon, elle a remporté les trophées de Montpellier (60 000 $) et de Contrexéville (100 000 $) au cours des deux semaines suivantes, portant à quatre le nombre de ses titres ITF pour 2021. Avec un bilan de 32-7 pour la saison 2021, elle a gagné 30 places au classement, passant du 125e au 95e rang.

### 2022 - Premier quart de finale en WTA 1000, numéro 1 ukrainienne, premier titre WTA
Anhelina Kalinina fait ses débuts dans le top 50 à la 49e place mondiale, le 17 janvier 2022.
Après avoir atteint les huitièmes de finale au tournoi de Miami 2022 où elle doit abandonner sur blessure face à Jessica Pegula, elle a atteint un nouveau sommet dans sa carrière, à savoir le 42e rang mondial, puis le 34e rang en juin. Elle est ainsi devenue la première joueuse de tennis ukrainienne devant Elina Svitolina.
Au tournoi d'Eastbourne 2022, elle bat la cinquième mondiale et troisième tête de série, María Sákkari, au deuxième tour.
En décembre, elle effectue une belle fin de saison sur les deux tournois français WTA 125 en indoor en faisant demi-finale à Angers et en gagnant le titre à Limoges.

### 2023 - Première finale en WTA 1000 à Rome
Début mai et alors qu'elle n'avait pas gagné un match sur ocre de la saison, elle enchaîne plusieurs victoires à Rome contre la Russe Anna Blinkova (6-2, 6-2), l'ancienne numéro quatre mondiale Sofia Kenin (tombeuse d'Aryna Sabalenka 6-4, 6-2) et de l'Américaine Madison Keys (2-6, 6-2, 6-4) pour parvenir en quarts de finale d'un WTA 1000 pour la seconde fois de sa carrière. Elle y affronte la Brésilienne Beatriz Haddad Maia et au bout de 3 h 41 de duel, s'impose (6-7, 7-6, 6-3). Cette victoire lui permet de retrouver la Russe Veronika Kudermetova en demi-finale. Cette dernière pourtant annoncée favorite, s'incline (7-5, 5-7, 6-2) et permet à l'Ukrainienne de disputer sa deuxième finale sur le circuit WTA. Malheureusement éreintée par plus de onze heures passées sur le court, elle doit abandonner contre la Kazakhe Elena Rybakina (4-6, 0-1 ab.) à cause d'une blessure à la jambe gauche.

### 2024 - Peu de résultats
Elle parvient fin mai en demi-finale du tournoi de Strasbourg juste avant Roland Garros grâce à plusieurs victoires en trois sets sur la Russe Anastasia Pavlyuchenkova (6-3, 4-6, 6-4), et la Tchèque Markéta Vondroušová (5-7, 6-3, 6-2), toutes deux anciennes finalistes du Grand Chelem parisien et sur l'invitée locale Fiona Ferro (6-3, 3-6, 6-0). Elle perd en demi-finale contre l'Américaine Danielle Collins, vainqueure de 22 de ses 24 derniers matchs (6-7, 2-6).

### 2025 - Demi-finale à Brisbane
Elle commence l'année par une demi-finale surprise à Brisbane où bat deux Chinoises, Wang Yafan sur abandon (6-4, 2-0 ab.) et Yuan Yue (6-1, 6-4) ainsi que la treizième joueuse mondiale Diana Shnaider (6-3, 4-6, 6-1) ainsi que la locale invitée Kimberly Birrell (4-6, 6-1, 7-5). Elle joue ensuite une autre surprise du tournoi, la Russe issue des qualifications, Polina Kudermetova, qui l'élimine aux portes de la finale (4-6, 3-6).

## Palmarès

### Titre en simple dames
Aucun

### Finales en simple dames
| No | Date       | Nom et lieu du tournoi            | Catégorie | Dotation    | Surface      | Vainqueure       | Score        |          |
| -- | ---------- | --------------------------------- | --------- | ----------- | ------------ | ---------------- | ------------ | -------- |
| 1  | 12-07-2021 | Hungarian Grand Prix, Budapest    | WTA 250   | 235 238 $   | Terre (ext.) | Yulia Putintseva | 6-4, 6-0     | Parcours |
| 2  | 09-05-2023 | Internazionali BNL d'Italia, Rome | WTA 1000  | 3 572 618 $ | Terre (ext.) | Elena Rybakina   | 6-4, 1-0 ab. | Parcours |

### Titre en simple en WTA 125
| No | Date       | Nom et lieu du tournoi       | Catégorie | Dotation  | Surface    | Finaliste    | Score         |          |
| -- | ---------- | ---------------------------- | --------- | --------- | ---------- | ------------ | ------------- | -------- |
| 1  | 11-12-2022 | Open BLS de Limoges, Limoges | WTA 125   | 115 000 $ | Dur (int.) | Clara Tauson | 6-3, 5-7, 6-4 | Parcours |

## Parcours en Grand Chelem

### En simple dames
| Année | Open d'Australie | Open d'Australie   | Internationaux de France | Internationaux de France | Wimbledon       | Wimbledon          | US Open         | US Open               |
| ----- | ---------------- | ------------------ | ------------------------ | ------------------------ | --------------- | ------------------ | --------------- | --------------------- |
| 2015  | —                | —                  | —                        | —                        | Q1              | Katy Dunne         | Q1              | Sílvia Soler Espinosa |
| 2016  | —                | —                  | —                        | —                        | —               | —                  | Q1              | Rebecca Peterson      |
| 2017  | —                | —                  | Q1                       | Jang Su-jeong            | —               | —                  | Q2              | Anna Blinkova         |
| 2018  | —                | —                  | Q2                       | Barbora Krejčíková       | Q1              | Priscilla Hon      | 2e tour (1/32)  | Sloane Stephens       |
| 2019  | Q2               | Jamie Loeb         | Q2                       | Anna Blinkova            | Q2              | Marie Bouzková     | Q1              | Ann Li                |
| 2020  | Q1               | Monica Niculescu   | Q2                       | Varvara Lepchenko        | Annulé          | Annulé             | 1er tour (1/64) | Karolína Plíšková     |
| 2021  | Q2               | Kaja Juvan         | 2e tour (1/32)           | Danielle Collins         | Q3              | Vitalia Diatchenko | 2e tour (1/32)  | Angelique Kerber      |
| 2022  | 1er tour (1/64)  | Jessica Pegula     | 2e tour (1/32)           | Jessica Pegula           | 2e tour (1/32)  | Lesia Tsurenko     | 2e tour (1/32)  | Petra Kvitová         |
| 2023  | 3e tour (1/16)   | Barbora Krejčíková | 1er tour (1/64)          | Diane Parry              | 2e tour (1/32)  | Bianca Andreescu   | 1er tour (1/64) | S. Sorribes Tormo     |
| 2024  | 1er tour (1/64)  | Arantxa Rus        | 1er tour (1/64)          | Camila Osorio            | 1er tour (1/64) | Elina Avanesyan    | 2e tour (1/32)  | Elina Svitolina       |
| 2025  | 1er tour (1/64)  | Ons Jabeur         | 2e tour (1/32)           | Loïs Boisson             | —               | —                  |                 |                       |

N.B. : à droite du résultat se trouve le nom de l'ultime adversaire.

### En double dames
| Année | Open d'Australie                                                                         | Open d'Australie                                                                             | Internationaux de France                                                            | Internationaux de France                                                             | Wimbledon | Wimbledon | US Open                                                                                 | US Open |
| ----- | ---------------------------------------------------------------------------------------- | -------------------------------------------------------------------------------------------- | ----------------------------------------------------------------------------------- | ------------------------------------------------------------------------------------ | --------- | --------- | --------------------------------------------------------------------------------------- | ------- |
| 2021  | —                                                                                        | —                                                                                            | —                                                                                   | —                                                                                    | —         | —         | 2e tour (1/16) R. Voráčová \|\| style="text-align:left;" \| An. Rodionova Ar. Rodionova |         |
| 2022  | 1er tour (1/32) V. Gracheva \|\| style="text-align:left;" \| V. Kužmová V. Zvonareva     | 1er tour (1/32) B. Bencic \|\| style="text-align:left;" \| E. Bektas T. Moore                | 1er tour (1/32) I.C. Begu \|\| style="text-align:left;" \| A. Rosolska E. Routliffe | —                                                                                    | —         |           |                                                                                         |         |
| 2023  | 1/8 de finale A. Van Uytvanck \|\| style="text-align:left;" \| C. Hao-ching Y. Zhaoxuan  | 1er tour (1/32) I.C. Begu \|\| style="text-align:left;" \| I. Gamarra Martins I. Shymanovich | 2e tour (1/16) I.C. Begu \|\| style="text-align:left;" \| S. Hunter E. Mertens      | 1er tour (1/32) I.C. Begu \|\| style="text-align:left;" \| M. Kostyuk E.G. Ruse      |           |           |                                                                                         |         |
| 2024  | 1er tour (1/32) A.K. Schmiedlová \|\| style="text-align:left;" \| E. Navarro D. Shnaider | 1er tour (1/32) D. Yastremska \|\| style="text-align:left;" \| A. Muhammad A. Sutjiadi       | 1er tour (1/32) D. Yastremska \|\| style="text-align:left;" \| C. Gauff J. Pegula   | 1er tour (1/32) M. Trevisan \|\| style="text-align:left;" \| C. Harrison A. Rosolska |           |           |                                                                                         |         |
| 2025  | 2e tour (1/16) L. Bronzetti \|\| style="text-align:left;" \| B. Haddad Maia L. Siegemund | 1er tour (1/32) Xu Y. \|\| style="text-align:left;" \| T. Babos L. Stefani                   |                                                                                     |                                                                                      |           |           |                                                                                         |         |

N.B. : le nom de la partenaire se trouve sous le résultat ; les noms des ultimes adversaires se trouvent à droite.

## Parcours en WTA 1000
Les tournois WTA « Premier Mandatory » et « Premier 5 » (entre 2009 et 2020) et WTA 1000 (à partir de 2021) constituent les catégories d'épreuves les plus prestigieuses, après les quatre levées du Grand Chelem. 

De 2009 à 2023, les tournois Premier Mandatory (dits tournois WTA 1000 obligatoires entre 2021 et 2023) regroupent Indian Wells, Miami, Madrid et Pékin, les autres constituant les tournois Premier 5 (tournois WTA 1000 non-obligatoires). À partir de 2024, le nombre de tournois WTA 1000 passe à 10 par saison (fin de l’alternance Doha / Dubaï), ces derniers devenant tous obligatoires et offrant tous 1000 points à la vainqueure (contre 900 points précédemment pour les tournois Premier 5).

### En simple dames
| Année |       |                             |                              |                              |                             |                            |                           |                              |                              |                             |  |                         |
| Doha  | Dubaï | Indian Wells                | Miami                        | Madrid                       | Rome                        | Canada                     | Cincinnati                | Pékin                        |                              | Wuhan                       |  |                         |
| Doha  | Dubaï | Indian Wells                | Miami                        | Madrid                       | Rome                        | Canada                     | Cincinnati                | Pékin                        | Guadalajara                  |                             |  |                         |
| Doha  | Dubaï | Indian Wells                | Miami                        | Madrid                       | Rome                        | Canada                     | Cincinnati                | Pékin                        |                              |                             |  |                         |
| 2021  |       | Hors catégorie              |                              | 1er tour (1/64) S. Rogers    |                             |                            |                           |                              |                              | Annulé                      |  | Annulé                  |
| 2022  |       |                             | Hors catégorie               | 2e tour (1/32) I. Świątek    | 4e tour (1/8) J. Pegula     | 1/4 de finale J. Teichmann | 2e tour (1/16) Forfait    | 1er tour (1/32) J. Ostapenko | 1er tour (1/32) E. Mertens   | Hors calendrier             |  |                         |
| 2023  |       | Hors catégorie              | 3e tour (1/8) Ka. Plíšková   | 3e tour (1/16) M. Sákkari    | 2e tour (1/32) S. Kenin     | 2e tour (1/32) M. Sherif   | Finale E. Rybakina        | 1er tour (1/32) S. Stephens  | 2e tour (1/16) O. Jabeur     | 3e tour (1/16) C. Garcia    |  | 2e tour (1/16) S. Kenin |
| 2024  |       | 2e tour (1/16) J. Ostapenko | 1er tour (1/32) E. Svitolina | 2e tour (1/32) L. Bronzetti  | 4e tour (1/8) Y. Putintseva | 2e tour (1/32) C. Dolehide | 3e tour (1/16) M. Sákkari |                              | 1er tour (1/32) C. Wozniacki | 1er tour (1/64) R. Šramková |  |                         |
| 2025  |       | 1er tour (1/32) R. Šramková | 1er tour (1/32) V. Azarenka  | 1er tour (1/64) L. Bronzetti | 1er tour (1/64) V. Azarenka |                            |                           |                              |                              |                             |  |                         |

Sous le résultat, l’ultime adversaire.
1. 1 2   Les tournois de Doha et Dubaï alternent le statut de tournoi WTA 1000 (ex Premier 5) entre 2009 et 2023 : les trois premières éditions ont lieu à Dubaï, les trois suivantes à Doha, puis Dubaï accueille le tournoi de cette catégorie les années impaires et Dubaï les années paires. De 2011 à 2023, la ville qui n’accueille pas de WTA 1000 organise à la place un tournoi WTA 500 (ex Premier).
2. 1 2 3 4 5 6 7   L’ordre de déroulement des tournois a évolué depuis 2009 : Rome se dispute avant Madrid et Cincinnati avant Montréal/Toronto jusqu’en 2010, tandis que Tokyo/Wuhan/Guadalajara ont lieu avant Pékin jusqu’en 2023.
3. 1 2  Du fait de la pandémie de Covid-19, les tournois d’Indian Wells, de Miami, de Madrid, du Canada, de Wuhan et de Pékin sont annulés en 2020. Ces deux derniers le sont également en 2021. Pour des raisons d’organisation, le tournoi de Cincinnati 2020 a exceptionnellement lieu à Flushing Meadows à New York.
4. ↑  Le 1er décembre 2021, le président de la WTA, Steve Simon, annonce que tous les tournois prévus en Chine et à Hong Kong sont suspendus à partir de 2022, en raison de préoccupations concernant la sécurité et le bien-être de la joueuse de tennis chinoise Peng Shuai après ses allégations de relations sexuelles non-consenties avec Zhang Gaoli, membre de haut rang du Parti communiste chinois. Le tournoi de Pékin revient en 2023. Le tournoi de Guadalajara remplace celui de Wuhan pendant deux ans, ce dernier réapparaissant en 2024.

## Records et statistiques

### Victoires sur le top 10
Toutes ses victoires sur des joueuses classées dans le top 10 de la WTA lors de la rencontre.
| Légende      |
| Grand Chelem |
| WTA 1000     |
| WTA 500      |
| WTA 250      |
| Fed Cup      |

| # |       |  | Tournoi    | Année | Surface      |  | Adversaire          | Rang | Tour | Score         | Tableau |
| - | ----- |  | ---------- | ----- | ------------ |  | ------------------- | ---- | ---- | ------------- | ------- |
| 1 | no 37 |  | Madrid     | 2022  | Terre battue |  | Garbiñe Muguruza    | no 9 | 1/16 | 6-3, 6-0      | Tableau |
| 2 | no 36 |  | Eastbourne | 2022  | Gazon        |  | María Sákkari       | no 5 | 1/16 | 3-6, 7-5, 6-4 | Tableau |
| 3 | no 28 |  | Pékin      | 2023  | Dur          |  | Markéta Vondroušová | no 8 | 1/32 | 1-6, 6-4, 6-1 | Tableau |
| 4 | no 36 |  | Miami      | 2024  | Dur          |  | Aryna Sabalenka     | no 2 | 1/16 | 6-4, 1-6, 6-1 | Tableau |

## Classements WTA en fin de saison
| Année          | 2013 | 2014 | 2015 | 2016 | 2017 | 2018 | 2019 | 2020 | 2021 | 2022 | 2023 | 2024 |
| Rang en simple | 561  | 268  | 148  | 527  | 157  | 110  | 181  | 162  | 52   | 52   | 27   | 57   |
| Rang en double | 764  | 441  | 300  | 638  | 356  | 426  | 310  | 485  | 389  | 343  | 141  | 104  |

Source : (en) Classements de Anhelina Kalinina sur le site officiel de la Fédération internationale de tennis